# Mata mata
Mata mata (Chelus fimbriatus), vrsta kornjače koja živi u Južnoj Americi, najčešće u porječju Amazone i Orinoca.
Može dosegnuti duljinu do 45 centimetara. Ima oklop s puno grba, koji oblikom i bojom podsjeća na komad drveta u vodi, što je dobro kamuflira u staništu gdje živi. Odrasle kornjače mogu težiti i do 15 kilograma.
S glave i vrata joj vise krpice kože koje poput mamaca privlače male vodene životinje-ribe i vodozemce. Mata mata je opremljena vrlo velikim vilicama i rastegljivim ždrijelom, zahvaljujući čemu može zahvatiti veću količinu vode, a s njome i radoznale životinje.
Pošto je isključivo vodena životinja, matamata naseljava vlažna staništa na kopnu, kao što su močvare.

## Vanjske poveznice
|  | Zajednički poslužitelj ima još gradiva o temi Mata mata |
|  | Wikivrste imaju podatke o taksonu Mata mata             |